# Haminanaukko
Haminanaukko är en fjärd i Finland. Den ligger i landskapet Egentliga Finland, i den sydvästra delen av landet, 210 km väster om huvudstaden Helsingfors.
Haminanaukko avgränsas av Pukkeenluoto i sydväst, Viikeskeri i nordväst, Eesholmi i nortdöst, Sunskeri i öster samt Hurusei i sydöst. Den ansluter till Juuttoskeriaukko i söder via Pukkeensunti.